# Barbara Demmer
Barbara Demmer (* 21. Juni 1969 in Villach, Kärnten) ist eine österreichische Schauspielerin.
Barbara Demmer absolvierte von 1981 bis 1988 eine Tanzausbildung in Klassischem Ballett und Jazz und von 1988 bis 1991 eine Schauspielausbildung am Franz Schubert Konservatorium Wien. Es folgten Engagements am Düsseldorfer Schauspielhaus, am Theater in der Josefstadt in Wien und anderen Wiener Bühnen.

## Filmografie (Auswahl)
- 1997: Single Bells (Fernsehfilm)
- 1998: Medicopter 117 – Jedes Leben zählt (Fernsehserie; Staffel 1, Folgen 1–9)
- 1998: Alphateam – Die Lebensretter im OP (Fernsehserie; Staffel 3, Folge 7)
- 1998, 2000: Ein Fall für zwei (Fernsehserie)
- 1999: Zwei Frauen, ein Mann und ein Baby (TV-Film)
- 2002–2005: Edel & Starck (Fernsehserie)
- 2003: Mama macht’s möglich (TV-Film)
- 2009: Inga Lindström: Sommermond (TV-Film)